# Liparochrus fossulatus
Liparochrus fossulatus är en skalbaggsart som beskrevs av John Obadiah Westwood 1852. Liparochrus fossulatus ingår i släktet Liparochrus och familjen Hybosoridae. Inga underarter finns listade i Catalogue of Life.